# VI Победоносен легион
VI Победоносен легион (Legio VI Victrix; победител) е римски легион, образуван през 41 пр.н.е. от Октавиан. Той е копие на Legio VI Ferrata и се състои отчасти от негови ветерани.
Първата задача на VI Victrix е в Перуджа. След това се бие и в Сицилия против Секст Помпей, който смущава от там зърненото снабдяване на Рим.
През 31 пр.н.е. се бие в битката при Акциум против Марк Антоний. През следващите години е стациониран в Тараконска Испания, където помага на Август в походите му срещу кантабрите, извършени от 25 пр.н.е. до 13 пр.н.е.
Легионът оставя почти един век в Испания и получава името Hispaniensis. Войници от VI Victrix и Legio X Gemina са от първите заселници в Сарагоса.
Името Victrix датира от времето на Нерон. Той е непопулярен в държавата и когато управителят на Тараконска Испания (Tarraconensis), Сервий Сулпиций Галба, споменава желанието си да смъкне Нерон, легионерите го издигат в легиона за император. Сервий образува Legio VII Gemina (който нарича Hispana, но го наричат Galbiana) и марширува към Рим, където Нерон се убива сам.